# Anisochilus
Anisochilus és un gènere compost per 38 espècies de plantes amb flors que pertany a la família de les lamiàcies.

## Distribució
Podem trobar aquest gènere a l'Àfrica i a la Xina

## Espècies seleccionades
- Anisochilus adenanthus
- Anisochilus africanus
- Anisochilus albidusAnisochilus argenteus
- Anisochilus cambodianus
- Anisochilus carnosus
- Anisochilus crassus
- Llista completa d'espècies Arxivat 2009-03-22 a Wayback Machine.

## Sinònims
- Stiptanthus (Benth.) Briq.